# Rue de l'Enseignement
La rue de l'Enseignement est une rue du quartier d'Outremeuse à Liège en Belgique (région wallonne).

## Description
Cette large voie plate et rectiligne d'une longueur d'environ 172 m relie la rue Jean d'Outremeuse au quai de la Dérivation et compte une quarantaine d'immeubles.. 
Avant la création de la rue vers 1880, le biez des Petites-Oies, un ancien bras de l'Ourthe, coulait aux alentours de la voirie actuelle dans l'ancien quartier des Prés-Saint-Denis situé au nord-est d'Outremeuse.

## Architecture
L'imposant bâtiment scolaire en brique et pierre calcaire sis au no 12 et long d'une cinquantaine de mètres a été réalisé vers 1880 par l'architecte L. Boonen dans un style éclectique à dominante néo-Renaissance. L'immeuble symétrique compte en façade quinze travées. La travée centrale comprend une porte cochère flanquée de colonnes avec frises et surmontée des armoiries de Liège. Cette travée est coiffée d'une lucarne.
La maison se situant au no 28, de style éclectique, se démarque des autres immeubles par l'emploi des matériaux (blocs de pierre beige) et par la présence au dernier étage de la façade de deux masques moulurés.
L'immeuble en brique situé au no 29 possède au rez-de-chaussée des encadrements de baies se rapportant au style Art nouveau. Des éléments de ce style figurent aussi au no 10 (ferronneries) réalisé par Joseph Bottin et au no 33 (porte d'entrée).

## Voiries adjacentes
- Rue de la Loi
- Rue Jean d'Outremeuse
- Quai de la Dérivation
- Rue du Parlement